# Фенікс з Тенедоса
Фенікс (дав.-гр. Φoινιξ; IV сторіччя до н.е.) — давньогрецький полководець доби діадохів, намісник Геллеспонтської Фригії.

## Біографія
Фенікс був уродженцем Тенедоса. Перша згадка про нього датується 321 роком до н.е. Тоді він як полководець Евмена брав участь у битві проти Кратера та Неоптолема під час Першої війни діадохів. Фенікс разом з Фарнабазом командували лівим флангом, їх супротивником був Кратер. Евмен побоюючись, що македонські солдати могли відмовитися битися зі своїм улюбленцем, тому виставив проти Кратера солдат іноземного походження. Вершники Фенікса та Фарнабаза завдали нищівного удару по силам Кратера, сам він пав від руки якогось фракійського воїна. У той же час Евмен у поєдинку переміг Неоптолема. Залишились без командирів вороже військо здалося. 
Після того як Пердікка зрадив Евмена та перейшов на бік Антигона, Фенікс був посланий покарати зрадника. Очолюване ним військо складало з тисячі вершників та чотирьох тисяч сарісофорів, тоді як супротивник мав п'ять тисяч вершників та три тисячі піхотинців. Феніксу вдалося напасти зненацька уночі та захопити у полон Пердікку майже без опору зі сторони противника. Повстанців було доставлено до Евмена, котрий наказав стратити очільників повстання та помилував простих солдат, чим заслужив їх підтримку.
Після падіння Евмена, Фенікс перейшов на службу до Антигона і став намісником Геллеспонтської Фригії. У 310 році до н.е. Фенікс погодився на пропозицію свого товариша Птолемея приєднатися до свого повстання проти Антигона. Проти Фенікса було послане військо під керівництвом Філіппа, молодшого сина Антигона. Подробиці цього походу невідомі, але в результаті Фенікс знову признав зверхність Антигона.
Під час Четвертої війни діадохів Фенікс був комендантом Сард до весни 302 року до н.е., коли місто було взяте Препелаєм, полководцем Кассандра. Подальша доля Фенікса невідома.